# Liste des joueurs du KSV Waregem
Cette liste reprend les 309 joueurs de football qui ont évolué au KSV Waregem depuis la fondation du club.
- Haut – A
- B
- C
- D
- E
- F
- G
- H
- I
- J
- K
- L
- M
- N
- O
- P
- Q
- R
- S
- T
- U
- V
- W
- X
- Y
- Z

## A
| Joueur            | Nationalité | Position          | Date de naissance | Période(s) | Matches (dont D1) | Buts | Jaunes | Rouges |
| ----------------- | ----------- | ----------------- | ----------------- | ---------- | ----------------- | ---- | ------ | ------ |
| Nacer Abdellah    | Maroc       | Défenseur         | 3/03/1966         | 1993-1994  | 17 (14)           | 0    | 7      | 0      |
| Jean-Marie Abeels | Belgique    | Milieu de terrain | 18/11/1962        | 1990-1994  | 94 (94)           | 22   | 13     | 0      |
| Benedict Akwuegbu | Nigeria     | Attaquant         | 3/11/1974         | 1996-1997  | 26 (0)            | 9    | 3      | 0      |
| Luc Anno          | Belgique    | ?                 | 2/01/1954         | 1973-1974  | 0 (0)             | 0    | 0      | 0      |
| Jan Artz          | Belgique    | ?                 | 10/07/1957        | 1978-1979  | 9 (9)             | 0    | 0      | 0      |
| Raymond Atteveld  | Belgique    | ?                 | 8/09/1966         | 1993-1994  | 14 (14)           | 2    | 5      | 1      |
| David Avonture    | Belgique    | ?                 | 29/04/1979        | 1999-2000  | 25 (0)            | 14   | 6      | 0      |

## B
| Joueur              | Nationalité | Position       | Date de naissance | Période(s)           | Matches (dont D1) | Buts | Jaunes | Rouges |
| ------------------- | ----------- | -------------- | ----------------- | -------------------- | ----------------- | ---- | ------ | ------ |
| Henri Balenga       | Zaïre       | ?              | 17/12/1966        | 1993-1994            | 14 (14)           | 0    | 0      | 0      |
| Laurent Ballenghien | Belgique    | ?              | 15/12/1969        | 1993-1995            | 43 (20)           | 2    | 5      | 0      |
| István Balogh       | Hongrie     | Attaquant      | 11/05/1967        | 1991-1992            | 24 (24)           | 9    | 3      | 1      |
| José Barroso        | Brésil      | ?              | 13/11/1971        | 1998-2000            | 23 (0)            | 2    | 0      | 0      |
| Lucien Beils        | Belgique    | ?              | 26/03/1960        | 1977-1981            | 0 (0)             | 0    | 0      | 0      |
| Ignace Beirlaen     | Belgique    | ?              | 22/09/1947        | 1968-1975            | 1 (1)             | 0    | 0      | 0      |
| Mokrane Belkadi     | Belgique    | ?              | 13/03/1968        | 1999-2001            | 49 (0)            | 0    | 0      | 0      |
| Morad Ben Moussa    | Belgique    | ?              | 16/04/1977        | 1999-2000            | 4 (0)             | 0    | 0      | 0      |
| Charly Bettens      | Belgique    | ?              | 29/11/1970        | 1990-1991            | 1 (1)             | 0    | 0      | 0      |
| Prudent Bettens     | Belgique    | Attaquant      | 4/07/1943         | 1959-1971            | 0 (0)             | 0    | 0      | 0      |
| Philippe Beyls      | Belgique    | ?              | 14/04/1959        | 1979-1980            | 4 (4)             | 0    | 0      | 0      |
| Marino Blancke      | Belgique    | ?              | 14/09/1970        | 1990-1996            | 84 (84)           | 5    | 13     | 0      |
| Rudi Boes           | Belgique    | ?              | 26/02/1967        | 1990-1993            | 79 (79)           | 8    | 5      | 0      |
| Johnny Bogaert      | Belgique    | ?              | 13/09/1947        | 1973-1979            | 40 (40)           | 0    | 0      | 0      |
| Kevin Bolle         | Belgique    | ?              | 14/02/1982        | 2000-2001            | 10 (0)            | 0    | 0      | 0      |
| Johny Boone         | Belgique    | ?              | ?                 | 1967-1968            | 4 (4)             | 0    | 0      | 0      |
| Vital Borkelmans    | Belgique    | Défenseur      | 1/06/1963         | 1986-1989            | 33 (33)           | 5    | 1      | 0      |
| Frank Bosmans       | Belgique    | ?              | 14/10/1967        | 1994-1996            | 43 (22)           | 0    | 3      | 0      |
| Léon Bosmans        | Belgique    | Gardien de but | 16/03/1944        | 1972-1975            | 12 (12)           | 0    | 0      | 0      |
| David Bossuyt       | Belgique    | ?              | 23/01/1975        | 1992-1998            | 92 (48)           | 8    | 21     | 0      |
| Gino Bossuyt        | Belgique    | Attaquant      | 29/12/1965        | 1983-1987, 1988-1990 | 2 (2)             | 0    | 0      | 0      |
| Hendrik Bossuyt     | Belgique    | ?              | 1/03/1975         | 1993-1997            | 10 (5)            | 0    | 2      | 1      |
| Vincent Bostoen     | Belgique    | ?              | 1/10/1979         | 1997-1999            | 8 (0)             | 0    | 1      | 0      |
| Thomas Bradt        | Belgique    | ?              | 5/07/1982         | 2000-2001            | 6 (0)             | 1    | 0      | 1      |
| Marijan Brnčić      | Yougoslavie | Défenseur      | 23/07/1941        | 1969-1972            | 0 (0)             | 0    | 0      | 0      |
| Olivier Brondeel    | Belgique    | ?              | 8/05/1981         | 1998-1999            | 0 (0)             | 0    | 0      | 0      |
| Bob Browaeys        | Belgique    | ?              | 19/09/1969        | 1986-1992            | 3 (3)             | 0    | 0      | 0      |
| Liam Buckley        | Irlande     | Attaquant      | 14/04/1960        | 1984-1986            | 25 (25)           | 5    | 0      | 0      |
| Piet Bultynck       | Belgique    | ?              | 21/10/1976        | 1999-2001            | 4 (0)             | 0    | 0      | 0      |
| Rony Bultynck       | Belgique    | ?              | 28/09/1954        | 1973-1981            | 63 (63)           | 10   | 0      | 0      |
| Fangio Buyse        | Belgique    | ?              | 27/09/1974        | 1993-1998            | 108 (38)          | 9    | 16     | 2      |
| Joe Bwalya          | Zambie      | Attaquant      | 24/10/1972        | 1999-2000            | 6 (0)             | 0    | 0      | 0      |

## C
| Joueur                    | Nationalité | Position          | Date de naissance | Période(s) | Matches (dont D1) | Buts | Jaunes | Rouges |
| ------------------------- | ----------- | ----------------- | ----------------- | ---------- | ----------------- | ---- | ------ | ------ |
| Igor Calo                 | Croatie     | Défenseur         | 3/05/1968         | 1997-1998  | 30 (0)            | 7    | 3      | 0      |
| Fodé Camara               | Guinée      | Attaquant         | 9/12/1973         | 1995-1996  | 23 (23)           | 3    | 2      | 0      |
| Ousmane N'Gom Camara      | Guinée      | Milieu de terrain | 26/05/1975        | 1997-1998  | 27 (0)            | 0    | 3      | 0      |
| Carl Catteeuw             | Belgique    | ?                 | 24/12/1965        | 1983-1984  | 0 (0)             | 0    | 0      | 0      |
| Frédéric Chaves d'Aguilar | Belgique    | Attaquant         | 18/10/1918        | 1954-1955  | 0 (0)             | 0    | 0      | 0      |
| Alex Chaves De Andrade    | Brésil      | ?                 | 27/08/1971        | 1992-1993  | 2 (2)             | 1    | 0      | 0      |
| Hans Christiaens          | Belgique    | Attaquant         | 12/01/1964        | 1986-1994  | 40 (40)           | 38   | 6      | 0      |
| Peter Claessens           | Belgique    | ?                 | 31/07/1965        | 1991-1993  | 6 (6)             | 0    | 0      | 0      |
| Rik Claeys                | Belgique    | Milieu de terrain | 9/05/1969         | 1995-1996  | 10 (10)           | 1    | 0      | 0      |
| Roland Collier            | Belgique    | ?                 | 7/11/1951         | 1969-1972  | 0 (0)             | 0    | 0      | 0      |
| David Collijns            | Belgique    | ?                 | 24/02/1969        | 1988-1990  | 6 (6)             | 0    | 0      | 0      |
| Raphaël Constant          | Belgique    | ?                 | 15/08/1975        | 1999-2000  | 15 (0)            | 3    | 0      | 0      |
| Karel Cool                | Belgique    | ?                 | 19/01/1920        | 1951-1952  | 0 (0)             | 0    | 0      | 0      |
| Davy Cooreman             | Belgique    | Milieu de terrain | 21/10/1971        | 1994-1995  | 26 (0)            | 4    | 5      | 0      |
| Carlos Correa             | Belgique    | ?                 | 10/08/1970        | 1996-1997  | 12 (0)            | 0    | 0      | 0      |
| Patrick Craeyeveld        | Belgique    | ?                 | ?                 | 1967-1968  | 1 (1)             | 0    | 0      | 0      |

## D
| Joueur                | Nationalité | Position          | Date de naissance | Période(s) | Matches (dont D1) | Buts | Jaunes | Rouges |
| --------------------- | ----------- | ----------------- | ----------------- | ---------- | ----------------- | ---- | ------ | ------ |
| Sergio Da Silva       | Brésil      | ?                 | 15/05/1961        | 1985-1988  | 36 (36)           | 0    | 1      | 1      |
| Tom De Baere          | Belgique    | ?                 | 21/11/1978        | 1999-2001  | 17 (0)            | 0    | 1      | 0      |
| Stijn De Bleeker      | Belgique    | ?                 | 27/08/1981        | 1998-1999  | 1 (0)             | 0    | 0      | 0      |
| Bart De Cattelle      | Belgique    | ?                 | 25/07/1980        | 1999-2000  | 0 (0)             | 0    | 0      | 0      |
| Alain De Clercq       | Belgique    | ?                 | 18/05/1969        | 1998-1999  | 29 (0)            | 2    | 4      | 1      |
| Charles De Coninck    | Belgique    | ?                 | 25/02/1958        | 1974-1986  | 106 (106)         | 2    | 4      | 1      |
| Emmanuel De Coninck   | Belgique    | ?                 | 26/09/1961        | 1980-1984  | 3 (3)             | 0    | 0      | 0      |
| Wim De Coninck        | Belgique    | Gardien de but    | 23/06/1959        | 1975-1987  | 213 (213)         | 0    | 1      | 0      |
| Pepino De Craeye      | Belgique    | ?                 | 26/05/1960        | 1977-1992  | 210 (210)         | 13   | 13     | 2      |
| René De Jong          | Pays-Bas    | Gardien de but    | 17/05/1954        | 1978-1980  | 60 (60)           | 0    | 2      | 0      |
| Bob de Klerk          | Pays-Bas    | ?                 | 10/11/1961        | 1982-1983  | 0 (0)             | 0    | 0      | 0      |
| Benny De Kneef        | Belgique    | ?                 | 12/06/1965        | 1988-1995  | 132 (128)         | 4    | 15     | 1      |
| Sébastien De Meersman | Belgique    | ?                 | 30/12/1970        | 1993-1997  | 47 (16)           | 2    | 2      | 0      |
| Georges De Meyer      | Belgique    | ?                 | 11/09/1935        | 1961-1970  | 0 (0)             | 0    | 0      | 0      |
| John De Meyer         | Belgique    | ?                 | ?                 | 1968-1969  | 1 (1)             | 0    | 0      | 0      |
| Michaël De Meyst      | Belgique    | ?                 | 1/09/1975         | 1996-1997  | 4 (0)             | 0    | 0      | 0      |
| Johan De Roose        | Belgique    | ?                 | 15/12/1959        | 1980-1981  | 0 (0)             | 0    | 0      | 0      |
| Ludo De Schepper      | Belgique    | Gardien de but    | 24/09/1964        | 1983-1991  | 25 (25)           | 0    | 1      | 0      |
| Guy De Vos            | Belgique    | ?                 | 9/12/1945         | 1968-1969  | 0 (0)             | 0    | 0      | 0      |
| Pascal De Vreese      | Belgique    | Attaquant         | 15/05/1972        | 1996-1998  | 51 (0)            | 33   | 3      | 1      |
| Pieter De Waardt      | Pays-Bas    | ?                 | 6/06/1957         | 1979-1980  | 4 (4)             | 0    | 0      | 0      |
| Bartel De Waele       | Belgique    | ?                 | 25/12/1961        | 1983-1997  | 62 (32)           | 4    | 5      | 0      |
| Ivan De Wilde         | Belgique    | Gardien de but    | 9/05/1966         | 1999-2001  | 44 (0)            | 0    | 0      | 0      |
| Nico Declerck         | Belgique    | ?                 | 31/08/1975        | 1996-2000  | 89 (0)            | 8    | 10     | 2      |
| André Decorte         | Belgique    | ?                 | 4/04/1940         | 1966-1968  | 0 (0)             | 0    | 0      | 0      |
| Yvan Decroix          | Belgique    | ?                 | 21/09/1960        | 1980-1985  | 69 (69)           | 2    | 0      | 0      |
| Étienne Defreyne      | Belgique    | ?                 | ?                 | 1967-1968  | 0 (0)             | 0    | 0      | 0      |
| Harold Deglas         | Belgique    | Attaquant         | 23/07/1975        | 1996-1997  | 28 (0)            | 10   | 5      | 1      |
| Francky Dekenne       | Belgique    | Milieu de terrain | 7/07/1960         | 1979-1996  | 313 (279)         | 14   | 19     | 0      |
| Stijn Dekeukeleire    | Belgique    | Attaquant         | 16/03/1984        | 2000-2001  | 1 (0)             | 0    | 0      | 0      |
| Maarten Delaere       | Belgique    | ?                 | 25/05/1984        | 2000-2001  | 1 (0)             | 0    | 0      | 0      |
| Hervé Delesie         | Belgique    | Milieu de terrain | 9/01/1951         | 1968-1983  | 126 (126)         | 19   | 2      | 0      |
| Kurt Delesie          | Belgique    | ?                 | 9/09/1962         | 1980-1987  | 14 (14)           | 8    | 1      | 0      |
| Jurgen Delva          | Belgique    | Gardien de but    | 4/08/1975         | 1993-1994  | 0 (0)             | 0    | 0      | 0      |
| Luc Demeulemeester    | Belgique    | ?                 | 17/08/1968        | 1983-1984  | 0 (0)             | 0    | 0      | 0      |
| Erwin Denorme         | Belgique    | ?                 | 28/06/1953        | 1973-1986  | 180 (180)         | 3    | 8      | 0      |
| Bart Depestel         | Belgique    | ?                 | 2/11/1970         | 1986-1987  | 0 (0)             | 0    | 0      | 0      |
| Tom Depinois          | Belgique    | ?                 | 25/06/1979        | 2000-2001  | 29 (0)            | 5    | 1      | 0      |
| Yves Depraeter        | Belgique    | ?                 | 25/09/1968        | 1989-1991  | 4 (4)             | 0    | 1      | 0      |
| Nick Descamps         | Belgique    | ?                 | 24/03/1966        | 1983-1996  | 175 (175)         | 10   | 26     | 3      |
| Yvan Desloover        | Belgique    | Défenseur         | 29/07/1963        | 1981-1994  | 217 (217)         | 8    | 14     | 4      |
| Christian Desmet      | Belgique    | ?                 | 17/05/1941        | 1966-1969  | 0 (0)             | 0    | 0      | 0      |
| Philippe Desmet       | Belgique    | Milieu de terrain | 29/11/1958        | 1975-1986  | 195 (195)         | 45   | 15     | 4      |
| Sébastien Desmet      | Belgique    | ?                 | 25/08/1977        | 1993-1999  | 13 (1)            | 0    | 0      | 0      |
| Robert Deurwaerder    | Belgique    | ?                 | 19/09/1941        | 1966-1967  | 0 (0)             | 0    | 0      | 0      |
| Norbert Deviaene      | Belgique    | ?                 | 14/05/1943        | 1971-1975  | 36 (36)           | 2    | 0      | 0      |
| Marc Devolder         | Belgique    | ?                 | 7/01/1951         | 1970-1979  | 37 (37)           | 0    | 0      | 0      |
| Brecht Devos          | Belgique    | ?                 | 25/07/1983        | 2000-2001  | 6 (0)             | 0    | 0      | 1      |
| Jean-Pierre Devos     | Belgique    | ?                 | 28/05/1961        | 1979-1985  | 44 (44)           | 1    | 0      | 0      |
| Antoine Devreese      | Belgique    | ?                 | 10/01/1940        | 1967-1968  | 0 (0)             | 0    | 0      | 0      |
| Nathan D'Haemers      | Belgique    | Milieu de terrain | 26/01/1978        | 1998-2001  | 59 (0)            | 8    | 7      | 0      |
| Bram Dhaene           | Belgique    | ?                 | 20/05/1983        | 2000-2001  | 9 (0)             | 1    | 0      | 0      |
| Éric D'Haene          | Belgique    | ?                 | 25/06/1949        | 1967-1971  | 0 (0)             | 0    | 0      | 0      |
| Karel D'Haene         | Belgique    | Défenseur         | 5/09/1980         | 1998-2000  | 32 (0)            | 1    | 1      | 1      |
| Danny D'Hondt         | Belgique    | Gardien de but    | 21/09/1963        | 1995-1996  | 8 (8)             | 0    | 0      | 0      |
| Eddy D'Hondt          | Belgique    | ?                 | 20/08/1969        | 1986-1987  | 0 (0)             | 0    | 0      | 0      |
| Stijn D'Hondt         | Belgique    | ?                 | 11/09/1975        | 1998-2000  | 53 (0)            | 4    | 2      | 0      |
| Christophe Dhont      | Belgique    | ?                 | 3/10/1976         | 1998-2000  | 26 (0)            | 4    | 0      | 0      |
| Dirk Dierick          | Belgique    | ?                 | 2/08/1961         | 1979-1980  | 0 (0)             | 0    | 0      | 0      |
| Victor Djelo-Djesa    | Belgique    | ?                 | 15/04/1980        | 2000-2001  | 15 (0)            | 1    | 0      | 0      |
| Alberto Parodi Dodat  | Uruguay     | Attaquant         | ?                 | 1980-1981  | 5 (5)             | 1    | 0      | 0      |
| Andy D'Oosterlinck    | Belgique    | ?                 | 19/03/1981        | 2000-2001  | 9 (0)             | 0    | 1      | 0      |
| Jaak Dreesen          | Belgique    | ?                 | 26/02/1948        | 1974-1978  | 34 (34)           | 4    | 0      | 0      |
| Krešimir Drnasin      | Croatie     | ?                 | 13/12/1978        | 1997-1998  | 4 (0)             | 0    | 2      | 0      |
| Rudy Ducoulombier     | Belgique    | ?                 | 27/08/1964        | 1992-1994  | 46 (46)           | 1    | 4      | 0      |
| John Dujardin         | Belgique    | ?                 | 30/11/1946        | 1979-1980  | 4 (4)             | 0    | 0      | 0      |
| Kristof Dupont        | Belgique    | ?                 | 24/01/1980        | 1997-2001  | 59 (0)            | 6    | 1      | 0      |

## E
| Joueur          | Nationalité | Position | Date de naissance | Période(s) | Matches (dont D1) | Buts | Jaunes | Rouges |
| --------------- | ----------- | -------- | ----------------- | ---------- | ----------------- | ---- | ------ | ------ |
| Gino Eggermont  | Belgique    | ?        | 25/02/1963        | 1980-1981  | 0 (0)             | 0    | 0      | 0      |
| Walter Elegeert | Belgique    | ?        | 28/07/1941        | 1966-1967  | 0 (0)             | 0    | 0      | 0      |

## F
| Joueur            | Nationalité | Position  | Date de naissance | Période(s) | Matches (dont D1) | Buts | Jaunes | Rouges |
| ----------------- | ----------- | --------- | ----------------- | ---------- | ----------------- | ---- | ------ | ------ |
| Pierre Frenay     | Belgique    | ?         | 17/05/1959        | 1982-1983  | 31 (31)           | 1    | 0      | 0      |
| Joseph Frivaldsky | Hongrie     | ?         | 7/12/1937         | 1964-1968  | 0 (0)             | 0    | 0      | 0      |
| Iyenemi Furo      | Nigeria     | Défenseur | 17/07/1978        | 1997-1999  | 45 (0)            | 2    | 8      | 0      |

## G
| Joueur                        | Nationalité | Position          | Date de naissance | Période(s) | Matches (dont D1) | Buts | Jaunes | Rouges |
| ----------------------------- | ----------- | ----------------- | ----------------- | ---------- | ----------------- | ---- | ------ | ------ |
| Hans Galjé                    | Pays-Bas    | Gardien de but    | 21/02/1957        | 1987-1990  | 21 (21)           | 0    | 0      | 0      |
| Johan Geeraerts               | Belgique    | ?                 | 18/06/1973        | 1998-1999  | 15 (0)            | 4    | 0      | 1      |
| Éric Ghyselinck               | Belgique    | ?                 | 10/03/1944        | 1967-1973  | 0 (0)             | 0    | 0      | 0      |
| Paulo e Silva Giba Eduardo    | Brésil      | Milieu de terrain | 8/07/1950         | 1971-1975  | 20 (20)           | 4    | 0      | 0      |
| Delima Henrique Gildenberg    | Brésil      | ?                 | 30/06/1963        | 1986-1987  | 1 (1)             | 0    | 0      | 0      |
| Santiago Fabio Giuntini       | Brésil      | Attaquant         | 16/12/1972        | 1997-1999  | 53 (0)            | 20   | 6      | 3      |
| Rony Goemaere                 | Belgique    | ?                 | 21/06/1954        | 1973-1974  | 0 (0)             | 0    | 0      | 0      |
| Filip Goeminne                | Belgique    | ?                 | 1/10/1965         | 1984-1987  | 2 (2)             | 0    | 0      | 0      |
| Karel Goeminne                | Belgique    | ?                 | 4/11/1961         | 1979-1980  | 0 (0)             | 0    | 0      | 0      |
| Luc Goeminne                  | Belgique    | ?                 | ?                 | 1971-1972  | 1 (1)             | 0    | 0      | 0      |
| Robert Goethals               | Belgique    | ?                 | 16/07/1922        | 1948-1951  | 0 (0)             | 0    | 0      | 0      |
| Carlos-Alberto Goncalves Dias | Brésil      | ?                 | ?                 | 1970-1972  | 0 (0)             | 0    | 0      | 0      |
| Armin Görtz                   | Allemagne   | Milieu de terrain | 30/08/1959        | 1984-1986  | 34 (34)           | 12   | 3      | 0      |
| Sébastien Guyon               | France      | ?                 | 13/06/1973        | 1996-1997  | 27 (0)            | 2    | 2      | 0      |

## H
| Joueur             | Nationalité | Position       | Date de naissance | Période(s) | Matches (dont D1) | Buts | Jaunes | Rouges |
| ------------------ | ----------- | -------------- | ----------------- | ---------- | ----------------- | ---- | ------ | ------ |
| Rudy Haleydt       | Belgique    | ?              | 15/02/1951        | 1974-1981  | 108 (108)         | 22   | 3      | 0      |
| Stefaan Halsberghe | Belgique    | ?              | 24/11/1969        | 1986-1987  | 0 (0)             | 0    | 0      | 0      |
| Wouter Halsberghe  | Belgique    | ?              | 25/05/1975        | 1995-1996  | 1 (1)             | 0    | 0      | 0      |
| Noureddine Hamouch | Maroc       | Défenseur      | 20/05/1975        | 1998-1999  | 11 (0)            | 2    | 2      | 0      |
| Ronald Hendriks    | Belgique    | ?              | 16/10/1950        | 1979-1980  | 30 (30)           | 5    | 2      | 0      |
| Roger Hermans      | Belgique    | Gardien de but | 18/06/1950        | 1974-1975  | 3 (3)             | 0    | 0      | 0      |
| Luc Hinderyckx     | Belgique    | Attaquant      | 19/12/1961        | 1988-1990  | 16 (16)           | 0    | 1      | 0      |
| Franklin Hindrickx | Belgique    | ?              | 3/10/1958         | 1976-1980  | 6 (6)             | 0    | 0      | 0      |
| Jan Hoebeeck       | Belgique    | ?              | 8/01/1958         | 1980-1985  | 67 (67)           | 7    | 2      | 0      |
| Tom Hofman         | Belgique    | Gardien de but | 31/08/1972        | 1994-1995  | 0 (0)             | 0    | 0      | 0      |
| Rafael Hostijn     | Belgique    | ?              | 15/11/1936        | 1966-1969  | 0 (0)             | 0    | 0      | 0      |
| Arne Houtekier     | Belgique    | ?              | 30/06/1983        | 2000-2001  | 26 (0)            | 5    | 3      | 1      |
| Marc Huysmans      | Belgique    | Gardien de but | 5/04/1961         | 1990-1994  | 102 (102)         | 0    | 4      | 0      |

## I
| Joueur          | Nationalité | Position          | Date de naissance | Période(s) | Matches (dont D1) | Buts | Jaunes | Rouges |
| --------------- | ----------- | ----------------- | ----------------- | ---------- | ----------------- | ---- | ------ | ------ |
| Gideon Imagbudu | Nigeria     | Milieu de terrain | 5/08/1978         | 1995-1997  | 32 (16)           | 2    | 2      | 0      |
| Atik Ismail     | Finlande    | Attaquant         | 5/01/1957         | 1979-1980  | 2 (2)             | 0    | 0      | 0      |

## J
| Joueur              | Nationalité        | Position          | Date de naissance | Période(s) | Matches (dont D1) | Buts | Jaunes | Rouges |
| ------------------- | ------------------ | ----------------- | ----------------- | ---------- | ----------------- | ---- | ------ | ------ |
| Johan Jacobs        | Belgique           | ?                 | 3/12/1979         | 1999-2001  | 17 (0)            | 4    | 0      | 1      |
| Frédéric Jacquemart | Belgique           | ?                 | 12/06/1972        | 1994-1995  | 25 (0)            | 5    | 1      | 0      |
| Marcin Jałocha      | Pologne            | Défenseur         | 17/03/1971        | 1994-1995  | 23 (0)            | 1    | 6      | 2      |
| Ivica Jozić         | Bosnie-Herzégovine | Milieu de terrain | 22/07/1969        | 1996-1997  | 12 (0)            | 1    | 0      | 0      |

## K
| Joueur               | Nationalité    | Position          | Date de naissance | Période(s) | Matches (dont D1) | Buts | Jaunes | Rouges |
| -------------------- | -------------- | ----------------- | ----------------- | ---------- | ----------------- | ---- | ------ | ------ |
| Johannes Kanters     | Belgique       | ?                 | ?                 | 1972-1974  | 3 (3)             | 0    | 0      | 0      |
| Emmanuel Karagiannis | Belgique       | Milieu de terrain | 22/11/1966        | 1986-1992  | 88 (88)           | 7    | 14     | 1      |
| Pascal Kerkhove      | Belgique       | ?                 | 16/09/1961        | 1984-1986  | 0 (0)             | 0    | 0      | 0      |
| Eddy Kinsabil        | Belgique       | ?                 | 15/07/1945        | 1969-1972  | 0 (0)             | 0    | 0      | 0      |
| Mile Knežević        | RF Yougoslavie | Défenseur         | 21/09/1971        | 1996-1998  | 20 (0)            | 0    | 2      | 1      |
| Aad Koudijzer        | Pays-Bas       | Attaquant         | 15/12/1947        | 1972-1978  | 37 (37)           | 60   | 0      | 0      |
| Hendrie Krüzen       | Pays-Bas       | Milieu de terrain | 24/11/1964        | 1992-1994  | 60 (60)           | 31   | 5      | 0      |
| Andrzej Kubica       | Pologne        | Attaquant         | 7/07/1972         | 1995-1996  | 15 (15)           | 7    | 2      | 0      |

## L
| Joueur                    | Nationalité | Position          | Date de naissance | Période(s) | Matches (dont D1) | Buts | Jaunes | Rouges |
| ------------------------- | ----------- | ----------------- | ----------------- | ---------- | ----------------- | ---- | ------ | ------ |
| Michaël Laeremans         | Belgique    | Défenseur         | 18/01/1971        | 1996-1997  | 6 (0)             | 1    | 0      | 0      |
| Éric Lambert              | Belgique    | ?                 | 30/01/1936        | 1967-1970  | 62 (62)           | 21   | 0      | 0      |
| Guy Lammens               | Belgique    | ?                 | 10/08/1948        | 1968-1974  | 0 (0)             | 0    | 0      | 0      |
| Alfons Le Clerq           | Belgique    | ?                 | 29/10/1920        | 1950-1952  | 0 (0)             | 0    | 0      | 0      |
| Kubu Lembi                | Belgique    | ?                 | 10/05/1970        | 1995-1996  | 4 (4)             | 0    | 1      | 0      |
| Philippe Lenglois         | Belgique    | ?                 | 16/08/1972        | 1995-1996  | 19 (19)           | 0    | 3      | 2      |
| Hans Loovens              | Belgique    | ?                 | 7/08/1959         | 1981-1983  | 47 (47)           | 3    | 0      | 0      |
| Ronaldo Lopez-Rodrigues   | Brésil      | ?                 | 12/08/1978        | 1995-1999  | 39 (6)            | 0    | 1      | 0      |
| Hubert Loppens            | Belgique    | ?                 | ?                 | 1967-1968  | 1 (1)             | 0    | 0      | 0      |
| Morceau Lutonadio Di Vita | Zaïre       | Milieu de terrain | 5/06/1965         | 1988-1989  | 0 (0)             | 0    | 0      | 0      |

## M
| Joueur              | Nationalité | Position          | Date de naissance | Période(s) | Matches (dont D1) | Buts | Jaunes | Rouges |
| ------------------- | ----------- | ----------------- | ----------------- | ---------- | ----------------- | ---- | ------ | ------ |
| Johan Maertens      | Belgique    | ?                 | 5/10/1963         | 1980-1983  | 0 (0)             | 0    | 0      | 0      |
| Eddy Maes           | Belgique    | ?                 | 27/12/1953        | 1972-1973  | 0 (0)             | 0    | 0      | 0      |
| Éric Maes           | Belgique    | ?                 | 21/07/1954        | 1978-1980  | 58 (58)           | 2    | 1      | 0      |
| Rudy Maes           | Belgique    | ?                 | 28/09/1954        | 1972-1974  | 0 (0)             | 0    | 0      | 0      |
| Frank Magerman      | Belgique    | Milieu de terrain | 9/11/1977         | 1998-1999  | 16 (0)            | 2    | 5      | 0      |
| Joost Malfait       | Belgique    | ?                 | 25/08/1965        | 1982-1983  | 0 (0)             | 0    | 0      | 0      |
| Luc Marievoet       | Belgique    | ?                 | 4/01/1949         | 1975-1977  | 0 (0)             | 0    | 0      | 0      |
| Luc Marlier         | Belgique    | ?                 | 24/06/1950        | 1971-1972  | 0 (0)             | 0    | 0      | 0      |
| Bart Mauro          | Belgique    | ?                 | 8/04/1968         | 1985-1998  | 192 (132)         | 4    | 11     | 0      |
| Didier Mbuyu        | Belgique    | ?                 | 24/11/1965        | 1989-1990  | 16 (16)           | 1    | 3      | 0      |
| Dimitri Mbuyu       | Belgique    | Attaquant         | 31/10/1964        | 1989-1990  | 21 (21)           | 2    | 2      | 0      |
| Jacko McDonagh      | Irlande     | Défenseur         | 26/04/1962        | 1988-1991  | 44 (44)           | 0    | 7      | 2      |
| Johan Meersman      | Belgique    | ?                 | 3/10/1954         | 1972-1976  | 21 (21)           | 1    | 0      | 0      |
| Marc Mertens        | Belgique    | ?                 | 27/09/1960        | 1986-1991  | 70 (70)           | 2    | 5      | 0      |
| Philippe Mesmaekers | Belgique    | Gardien de but    | 15/04/1952        | 1973-1977  | 24 (24)           | 0    | 0      | 0      |
| Léonard Meylemans   | Belgique    | ?                 | 10/01/1918        | 1950-1951  | 0 (0)             | 0    | 0      | 0      |
| Hendrik Michielsen  | Pays-Bas    | ?                 | 27/09/1951        | 1977-1984  | 191 (191)         | 4    | 4      | 0      |
| Zoran Milinković    | Serbie      | ?                 | 18/07/1968        | 1995-1996  | 13 (13)           | 1    | 2      | 0      |
| Luc Millecamps      | Belgique    | Défenseur         | 10/09/1951        | 1971-1986  | 208 (208)         | 3    | 7      | 0      |
| Marc Millecamps     | Belgique    | Milieu de terrain | 9/10/1950         | 1971-1988  | 286 (286)         | 15   | 2      | 0      |
| Piet Moerman        | Belgique    | ?                 | 28/09/1972        | 1991-1993  | 1 (1)             | 0    | 0      | 0      |
| Léon Mokuna         | Zaïre       | ?                 | ?                 | 1961-1962  | 0 (0)             | 0    | 0      | 0      |
| Benjamin Monart     | Belgique    | ?                 | 25/02/1978        | 2000-2001  | 20 (0)            | 1    | 3      | 0      |
| József Mucha        | Hongrie     | Milieu de terrain | 25/10/1951        | 1981-1983  | 34 (34)           | 2    | 0      | 0      |
| Luvila Mutombo      | Zaïre       | ?                 | 10/11/1957        | 1983-1987  | 67 (67)           | 25   | 1      | 0      |

## N
| Joueur               | Nationalité                      | Position          | Date de naissance | Période(s)           | Matches (dont D1) | Buts | Jaunes | Rouges |
| -------------------- | -------------------------------- | ----------------- | ----------------- | -------------------- | ----------------- | ---- | ------ | ------ |
| Mathias Naessens     | Belgique                         | ?                 | 18/12/1981        | 1999-2001            | 24 (0)            | 0    | 3      | 2      |
| David Nakhid         | Trinité-et-Tobago                | Milieu de terrain | 15/05/1964        | 1990-1992            | 42 (42)           | 4    | 2      | 0      |
| Richard Niederbacher | Autriche                         | Attaquant         | 7/12/1961         | 1983-1984, 1987-1992 | 124 (124)         | 86   | 8      | 1      |
| Nenad Nonković       | RF Yougoslavie                   | Milieu de terrain | 1/10/1970         | 1997-1998            | 7 (0)             | 0    | 0      | 0      |
| Xavier Nottebaert    | Belgique                         | ?                 | 18/03/1979        | 1998-2001            | 40 (0)            | 2    | 5      | 1      |
| Ngoy Nsumbu          | République démocratique du Congo | Attaquant         | 30/10/1972        | 1994-1995            | 30 (0)            | 7    | 0      | 0      |

## O
| Joueur             | Nationalité | Position          | Date de naissance | Période(s) | Matches (dont D1) | Buts | Jaunes | Rouges |
| ------------------ | ----------- | ----------------- | ----------------- | ---------- | ----------------- | ---- | ------ | ------ |
| Sébastien Odevaert | Belgique    | ?                 | 12/12/1977        | 1997-2000  | 19 (0)            | 0    | 5      | 0      |
| Charles Okonedo    | Nigeria     | Défenseur         | 10/02/1977        | 1996-1999  | 65 (0)            | 2    | 7      | 1      |
| Bernard Ollevier   | Belgique    | ?                 | 27/04/1951        | 1972-1975  | 0 (0)             | 0    | 0      | 0      |
| Juvenal Olmos      | Chili       | Milieu de terrain | 4/10/1962         | 1985-1987  | 33 (33)           | 7    | 3      | 0      |
| Paschal Onya       | Nigeria     | Attaquant         | 14/12/1976        | 1993-1996  | 38 (8)            | 7    | 3      | 1      |
| Luc Ornelis        | Belgique    | ?                 | 18/05/1960        | 1979-1980  | 0 (0)             | 0    | 0      | 0      |
| Ronny Ornelis      | Belgique    | Gardien de but    | 21/04/1962        | 1981-1982  | 0 (0)             | 0    | 0      | 0      |
| Julio Ortiz        | Argentine   | Attaquant         | 3/06/1954         | 1980-1981  | 13 (13)           | 5    | 1      | 0      |
| Souleymane Oularé  | Guinée      | Attaquant         | 16/10/1972        | 1994-1996  | 40 (14)           | 19   | 0      | 0      |

## P
| Joueur             | Nationalité | Position  | Date de naissance | Période(s) | Matches (dont D1) | Buts | Jaunes | Rouges |
| ------------------ | ----------- | --------- | ----------------- | ---------- | ----------------- | ---- | ------ | ------ |
| Rodrigo Palomino   | Australie   | Attaquant | 10/06/1973        | 1995-1996  | 5 (5)             | 1    | 1      | 0      |
| Wouter Pannecoucke | Belgique    | ?         | 12/07/1980        | 2000-2001  | 17 (0)            | 5    | 0      | 1      |
| Jan Pauwels        | Belgique    | ?         | 10/11/1964        | 1983-1984  | 0 (0)             | 0    | 0      | 0      |
| Cor Peitsman       | Pays-Bas    | ?         | 30/07/1954        | 1982-1983  | 22 (22)           | 6    | 0      | 0      |
| Franky Platteau    | Belgique    | ?         | 24/03/1965        | 1983-1987  | 0 (0)             | 0    | 0      | 0      |
| Kris Pouillon      | Belgique    | ?         | 26/03/1972        | 2000-2001  | 17 (0)            | 4    | 5      | 0      |
| Hendrik Priem      | Belgique    | ?         | 24/07/1957        | 1974-1979  | 6 (6)             | 1    | 0      | 0      |
| Francois Pype      | Belgique    | ?         | 30/07/1957        | 1981-1982  | 9 (9)             | 1    | 0      | 0      |

## R
| Joueur                     | Nationalité | Position          | Date de naissance | Période(s) | Matches (dont D1) | Buts | Jaunes | Rouges |
| -------------------------- | ----------- | ----------------- | ----------------- | ---------- | ----------------- | ---- | ------ | ------ |
| Wim Reyers                 | Belgique    | ?                 | 12/10/1946        | 1970-1971  | 0 (0)             | 0    | 0      | 0      |
| Carlos Ribeiro Pereira     | Brésil      | Défenseur         | 10/10/1974        | 1994-1998  | 73 (0)            | 5    | 9      | 0      |
| Marcos Rocha De Amorin     | Brésil      | Milieu de terrain | 23/10/1976        | 1995-1996  | 16 (16)           | 1    | 1      | 0      |
| Raimundino Rodrigues Lopes | Brésil      | ?                 | 20/02/1965        | 1989-1990  | 1 (1)             | 0    | 0      | 0      |
| Tadeu Rosa Do Nascimento   | Brésil      | ?                 | 10/05/1951        | 1971-1975  | 1 (1)             | 0    | 0      | 0      |
| Gernot Ruof                | Allemagne   | ?                 | 10/02/1964        | 1987-1988  | 27 (27)           | 3    | 0      | 0      |

## S
| Joueur             | Nationalité | Position          | Date de naissance | Période(s) | Matches (dont D1) | Buts | Jaunes | Rouges |
| ------------------ | ----------- | ----------------- | ----------------- | ---------- | ----------------- | ---- | ------ | ------ |
| Joeri Sabbe        | Belgique    | Défenseur         | 6/11/1975         | 2000-2001  | 11 (0)            | 0    | 0      | 0      |
| Ravil Sabitov      | Russie      | Défenseur         | 8/03/1968         | 1993-1994  | 8 (8)             | 0    | 5      | 0      |
| Alex Saelen        | Belgique    | ?                 | 13/11/1951        | 1974-1980  | 56 (56)           | 6    | 0      | 0      |
| Patrick Santelé    | Belgique    | ?                 | 9/09/1956         | 1980-1981  | 4 (4)             | 0    | 0      | 0      |
| Dirk Siau          | Belgique    | ?                 | 11/01/1960        | 1976-1978  | 0 (0)             | 0    | 0      | 0      |
| Marc Snoeck        | Belgique    | ?                 | 17/09/1957        | 1974-1976  | 0 (0)             | 0    | 0      | 0      |
| Patrick Stalmans   | Belgique    | Milieu de terrain | 31/10/1959        | 1993-1995  | 34 (23)           | 2    | 2      | 1      |
| Jacques Stockman   | Belgique    | Attaquant         | 8/10/1938         | 1967-1972  | 0 (0)             | 0    | 0      | 0      |
| Christiaan Strobbe | Belgique    | ?                 | 5/05/1945         | 1966-1974  | 0 (0)             | 0    | 0      | 0      |
| Chris Stroybant    | Belgique    | Milieu de terrain | 22/10/1946        | 1975-1976  | 0 (0)             | 0    | 0      | 0      |
| Eddy Syx           | Belgique    | ?                 | 15/10/1974        | 1993-1996  | 35 (26)           | 2    | 4      | 1      |

## T
| Joueur          | Nationalité | Position       | Date de naissance | Période(s) | Matches (dont D1) | Buts | Jaunes | Rouges |
| --------------- | ----------- | -------------- | ----------------- | ---------- | ----------------- | ---- | ------ | ------ |
| Lode Tanghe     | Belgique    | ?              | 19/02/1965        | 1986-1987  | 0 (0)             | 0    | 0      | 0      |
| Jannes Tant     | Belgique    | ?              | 20/03/1972        | 1994-1995  | 4 (0)             | 0    | 0      | 0      |
| Thomas Tassaert | Belgique    | Gardien de but | 16/06/1980        | 1998-2000  | 0 (0)             | 0    | 0      | 0      |
| Patrick Teppers | Belgique    | ?              | 30/07/1964        | 1987-1993  | 125 (125)         | 47   | 13     | 0      |
| Armand Thaeter  | Belgique    | ?              | 7/10/1953         | 1978-1980  | 31 (31)           | 1    | 0      | 0      |
| Eddy T'Kindt    | Belgique    | ?              | 23/12/1964        | 1982-1984  | 1 (1)             | 0    | 0      | 0      |
| Dries Torbeyns  | Belgique    | Gardien de but | 24/12/1982        | 2000-2001  | 1 (0)             | 0    | 0      | 0      |

## U
| Joueur             | Nationalité | Position  | Date de naissance | Période(s) | Matches (dont D1) | Buts | Jaunes | Rouges |
| ------------------ | ----------- | --------- | ----------------- | ---------- | ----------------- | ---- | ------ | ------ |
| Flórián Urbán      | Hongrie     | Défenseur | 29/07/1968        | 1992-1996  | 54 (54)           | 13   | 17     | 2      |
| Leo Chinyere Uzoma | Nigeria     | Attaquant | 25/12/1978        | 1997-1999  | 39 (0)            | 9    | 5      | 0      |

## V
| Joueur                   | Nationalité    | Position          | Date de naissance | Période(s) | Matches (dont D1) | Buts | Jaunes | Rouges |
| ------------------------ | -------------- | ----------------- | ----------------- | ---------- | ----------------- | ---- | ------ | ------ |
| Bjorn Van Avermaet       | Belgique       | Gardien de but    | 18/09/1978        | 2000-2001  | 10 (0)            | 0    | 0      | 0      |
| Alain Van Baekel         | Belgique       | ?                 | 20/06/1961        | 1983-1990  | 106 (106)         | 21   | 5      | 0      |
| René Van Becelaere       | Belgique       | ?                 | 11/03/1964        | 1989-1990  | 16 (16)           | 0    | 0      | 0      |
| Charles Victor Van Damme | Belgique       | ?                 | ?                 | 1968-1973  | 0 (0)             | 0    | 0      | 0      |
| Frans Van Den Bosch      | Belgique       | ?                 | 22/03/1916        | 1951-1952  | 0 (0)             | 0    | 0      | 0      |
| Hans Van Gaeveren        | Belgique       | ?                 | 2/11/1965         | 1984-1985  | 0 (0)             | 0    | 0      | 0      |
| Chris Van Geem           | Belgique       | ?                 | 7/07/1971         | 1993-1997  | 94 (36)           | 3    | 14     | 2      |
| Hendrik Van Hende        | Belgique       | ?                 | 17/07/1969        | 1998-1999  | 24 (0)            | 1    | 6      | 0      |
| Steven Van Herreweghe    | Belgique       | ?                 | 19/08/1976        | 1998-2000  | 56 (0)            | 9    | 6      | 1      |
| André Van Horenbeke      | Belgique       | ?                 | ?                 | 1966-1970  | 0 (0)             | 0    | 0      | 0      |
| Wim Van Loocke           | Belgique       | ?                 | 11/01/1979        | 1997-1998  | 7 (0)             | 0    | 0      | 0      |
| André Van Maldeghem      | Belgique       | ?                 | 19/10/1937        | 1958-1971  | 0 (0)             | 0    | 0      | 0      |
| Lucas Van Moerkerke      | Belgique       | ?                 | 24/02/1939        | 1963-1969  | 0 (0)             | 0    | 0      | 0      |
| Rieno Van Oost           | Belgique       | ?                 | 28/08/1972        | 2000-2001  | 27 (0)            | 11   | 3      | 0      |
| Kurt Van Petegem         | Belgique       | ?                 | 27/10/1971        | 1992-1993  | 0 (0)             | 0    | 0      | 0      |
| Jean-Marie Van Poucke    | Belgique       | ?                 | 15/08/1957        | 1977-1980  | 10 (10)           | 1    | 0      | 0      |
| Kristoff Van Robays      | Belgique       | ?                 | 1/12/1978         | 1997-1999  | 40 (0)            | 4    | 9      | 1      |
| Stefaan Van Rumst        | Belgique       | ?                 | 13/01/1972        | 1994-1995  | 6 (0)             | 0    | 0      | 0      |
| Steven Van Steenbrugge   | Belgique       | ?                 | 5/07/1978         | 1997-1998  | 5 (0)             | 0    | 1      | 0      |
| Jacques Van Troys        | Belgique       | ?                 | ?                 | 1966-1968  | 0 (0)             | 0    | 0      | 0      |
| Peter Van Wambeke        | Belgique       | Milieu de terrain | 19/04/1963        | 1996-1997  | 16 (0)            | 2    | 1      | 0      |
| Jan Vancollenberghe      | Belgique       | ?                 | 12/06/1960        | 1980-1981  | 0 (0)             | 0    | 0      | 0      |
| Jude Vandelanoite        | Belgique       | ?                 | 14/02/1973        | 1990-1998  | 136 (50)          | 5    | 17     | 2      |
| Carlo Vandenbroeke       | Belgique       | ?                 | 1/10/1974         | 1994-1996  | 5 (0)             | 0    | 2      | 0      |
| Franky Vandendriessche   | Belgique       | Gardien de but    | 7/04/1971         | 1989-1998  | 152 (50)          | 0    | 5      | 1      |
| Frans Vandenheede        | Belgique       | ?                 | 14/02/1957        | 1975-1976  | 0 (0)             | 0    | 0      | 0      |
| Dirk Vanderbeken         | Belgique       | ?                 | 30/12/1965        | 1989-1996  | 88 (63)           | 7    | 11     | 2      |
| Rik Vandevelde           | Belgique       | ?                 | 6/09/1963         | 1981-1986  | 18 (18)           | 2    | 0      | 0      |
| Geert Vandewalle         | Belgique       | ?                 | 25/08/1961        | 1979-1982  | 7 (7)             | 0    | 0      | 0      |
| Johan Vanhoutte          | Belgique       | ?                 | 27/05/1958        | 1975-1978  | 0 (0)             | 0    | 0      | 0      |
| Kurt Vanhove             | Belgique       | ?                 | 14/01/1965        | 1990-1993  | 22 (22)           | 4    | 0      | 0      |
| Steven Vanhuyse          | Belgique       | ?                 | 16/10/1978        | 1994-1996  | 0 (0)             | 0    | 0      | 0      |
| Theo Vantieghem          | Belgique       | ?                 | 26/11/1956        | 1977-1978  | 0 (0)             | 0    | 0      | 0      |
| István Varga             | Hongrie        | Milieu de terrain | 1/01/1963         | 1989-1990  | 16 (16)           | 0    | 3      | 0      |
| Nico Veeken              | Belgique       | ?                 | 24/05/1949        | 1972-1975  | 15 (15)           | 1    | 0      | 0      |
| Isidoor Vekemans         | Belgique       | ?                 | 5/06/1920         | 1953-1954  | 0 (0)             | 0    | 0      | 0      |
| Eddy Verbeeck            | Belgique       | ?                 | 7/10/1969         | 2000-2001  | 23 (0)            | 1    | 3      | 0      |
| Marcel Vercammen         | Belgique       | Milieu de terrain | 29/01/1918        | 1950-1952  | 0 (0)             | 0    | 0      | 0      |
| Sandy Verdonck           | Belgique       | ?                 | 12/08/1977        | 1996-1999  | 13 (0)            | 0    | 0      | 0      |
| Juan Verdugo             | Chili          | ?                 | 24/11/1952        | 1980-1983  | 39 (39)           | 1    | 0      | 0      |
| Jacky Vergote            | Belgique       | ?                 | 4/03/1953         | 1974-1981  | 39 (39)           | 0    | 5      | 0      |
| Nico Verheyen            | Belgique       | ?                 | 10/07/1973        | 1996-1997  | 0 (0)             | 0    | 0      | 0      |
| Carl Verhulst            | Belgique       | ?                 | 23/07/1980        | 1997-2000  | 47 (0)            | 6    | 6      | 1      |
| Roland Vermeersch        | Belgique       | ?                 | 25/11/1944        | 1970-1972  | 0 (0)             | 0    | 0      | 0      |
| Pascal Verriest          | Belgique       | ?                 | 25/01/1965        | 1980-1986  | 3 (3)             | 0    | 0      | 0      |
| Yves Verriest            | Belgique       | ?                 | 20/04/1961        | 1980-1982  | 0 (0)             | 0    | 0      | 0      |
| Albert Verschelde        | Belgique       | ?                 | 15/12/1942        | 1971-1972  | 0 (0)             | 0    | 0      | 0      |
| Willy Vervaecke          | Belgique       | ?                 | ?                 | 1971-1972  | 0 (0)             | 0    | 0      | 0      |
| Daniel Veyt              | Belgique       | Attaquant         | 9/12/1956         | 1980-1987  | 200 (200)         | 72   | 2      | 0      |
| Aurelio Vidmar           | Australie      | Attaquant         | 3/02/1967         | 1992-1994  | 57 (57)           | 26   | 15     | 0      |
| Alexander Vlanović       | RF Yougoslavie | ?                 | 24/07/1969        | 1996-1997  | 3 (0)             | 1    | 0      | 0      |
| Willy Vliegen            | Belgique       | ?                 | 31/01/1953        | 1979-1981  | 67 (67)           | 8    | 3      | 1      |
| Bjorn Vroman             | Belgique       | ?                 | 6/06/1978         | 1998-1999  | 0 (0)             | 0    | 0      | 0      |

## W
| Joueur          | Nationalité | Position | Date de naissance | Période(s) | Matches (dont D1) | Buts | Jaunes | Rouges |
| --------------- | ----------- | -------- | ----------------- | ---------- | ----------------- | ---- | ------ | ------ |
| Jenne Wielfart  | Belgique    | ?        | 1/01/1979         | 1997-1998  | 1 (0)             | 0    | 0      | 0      |
| Wouter Wullaert | Belgique    | ?        | 24/02/1980        | 1997-2001  | 57 (0)            | 0    | 10     | 0      |

## Y
| Joueur         | Nationalité | Position | Date de naissance | Période(s) | Matches (dont D1) | Buts | Jaunes | Rouges |
| -------------- | ----------- | -------- | ----------------- | ---------- | ----------------- | ---- | ------ | ------ |
| Rachide Yachou | Belgique    | ?        | 17/05/1975        | 1998-1999  | 14 (0)            | 1    | 2      | 0      |

## Z
| Joueur         | Nationalité | Position  | Date de naissance | Période(s) | Matches (dont D1) | Buts | Jaunes | Rouges |
| -------------- | ----------- | --------- | ----------------- | ---------- | ----------------- | ---- | ------ | ------ |
| Slaven Zambata | Yougoslavie | Attaquant | 24/09/1940        | 1971-1972  | 33 (33)           | 16   | 0      | 0      |

### Sources
- (nl) « Liste des joueurs du club », sur Belgian Soccer Database